# Чистилина, Елена Викторовна
Еле́на Ви́кторовна Чисти́лина (в девичестве - Кро́нфельд; род. 18 июня 1982 года в Омске) — российская легкоатлетка. Серебряный и двукратный бронзовый призёр Паралимпийских игр, Заслуженный мастер спорта России.
Участница эстафеты Паралимпийского огня «Сочи-2014».

## Награды и звания
- Мастер спорта России международного класса.
- Заслуженный мастер спорта России (2004).
- Медаль ордена «За заслуги перед Отечеством» II степени (2006 год).
- Медаль ордена «За заслуги перед Отечеством» I степени (30 сентября 2009 года) — за большой вклад в развитие физической культуры и спорта, высокие спортивные достижения на XIII Паралимпийских летних играх 2008 года в городе Пекине (Китай)[2].